# Isodiametra marginalis
Isodiametra marginalis är en plattmaskart som först beskrevs av Ivanov 1952.  Isodiametra marginalis ingår i släktet Isodiametra och familjen Isodiametridae. Inga underarter finns listade i Catalogue of Life.